# Leon Blevins
Leon Gravette Blevins (Black Oak, 25 giugno 1926 – Phoenix, 2 settembre 1987) è stato un cestista e allenatore di pallacanestro statunitense, professionista nella NBA e nella NPBL.

## Carriera
Venne selezionato dagli Indianapolis Olympians al settimo giro del Draft NBA 1950 con la scelta numero 79. Giocò 2 partite nel campionato NBA 1950-51, segnando 2 punti. Terminò la stagione nella NPBL, giocando 13 partite nei Grand Rapids Hornets.